# Pseudomeloe escomeli
Pseudomeloe escomeli es una especie de coleóptero de la familia Meloidae.

## Distribución geográfica
Habita en Perú.